# Evangelia Heretika

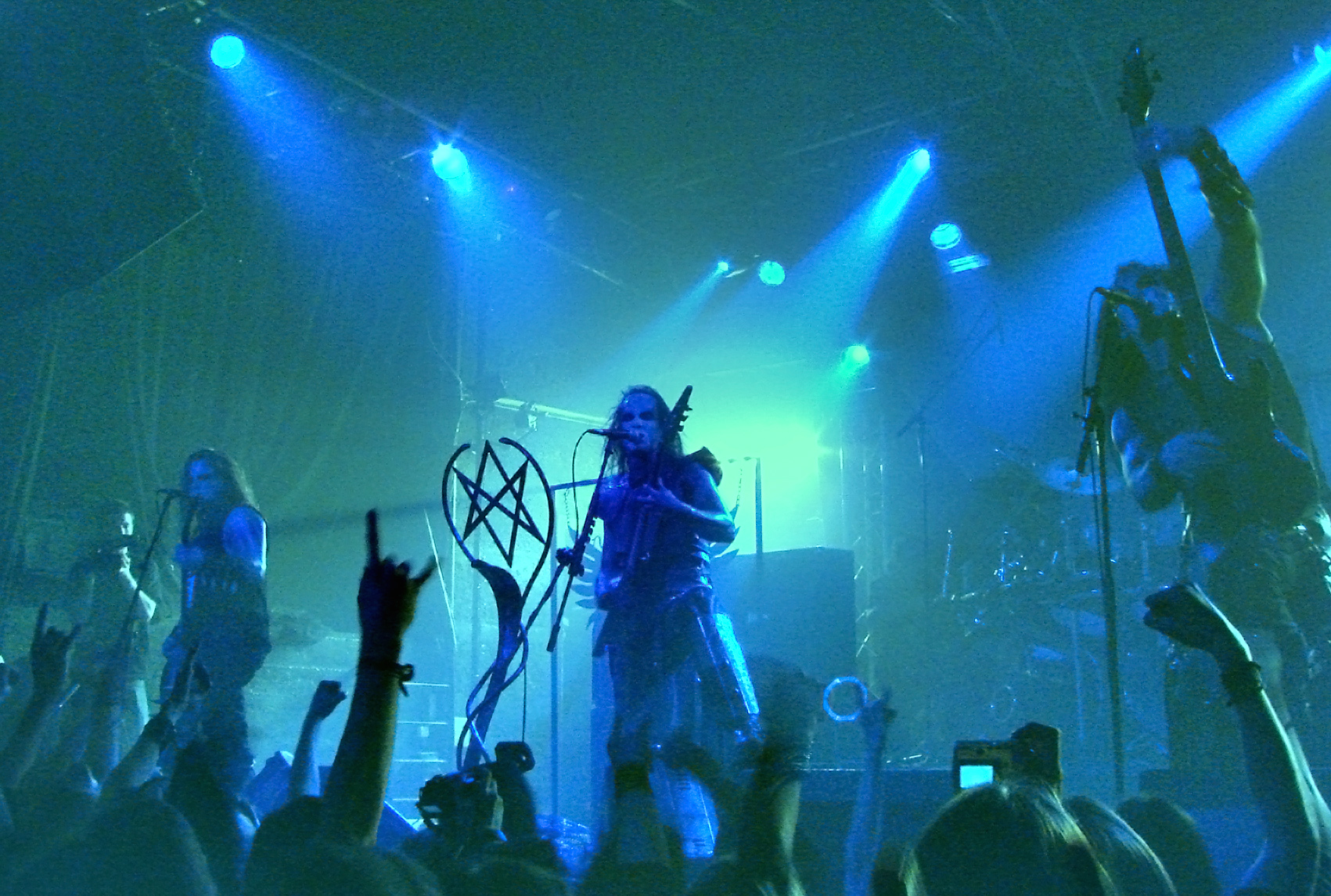
Zespół Behemoth podczas koncertu paryskim klubie La Locomotive 17 lutego 2008 roku

Evangelia Heretika – album DVD polskiej grupy muzycznej Behemoth. Wydawnictwo ukazało się 5 listopada 2010 roku w Polsce i w Europie, odpowiednio nakładem Mystic Production i Nuclear Blast. W Stanach Zjednoczonych Evangelia Heretika ukazała się 9 listopada tego samego roku nakładem wytwórni muzycznej Metal Blade Records.
Na pierwszej płycie DVD zostały opublikowane dwa koncerty zespołu. Pierwszy z nich Live in Warsaw został zarejestrowany 25 września 2009 roku podczas występu w warszawskim klubie Stodoła w Polsce podczas trasy promującej dziewiąty album formacji Evangelion. Z kolei drugi koncert Live in Paris odbył się 17 lutego 2008 roku w paryskim klubie La Locomotive we Francji w ramach trasy promującej album The Apostasy. 
Na drugiej płycie DVD znalazły się dwa filmy dokumentalne "Evangelia Nova" oraz "De Arte Heretika". Ponadto jako materiał dodatkowy zostały zamieszczone teledyski zespołu. Do wydawnictwa Evangelia Heretika została również dołączona dodatkowa płyta CD zawierająca zapis audio koncertu z klubu Stodoła. W ramach promocji 8 listopada 2010 roku w warszawskim multipleksie Kinoteka został zaprezentowany koncert Live in Warsaw oraz film dokumentalny Evangelia Nova. 18 listopada w Lublinie dokument Evangelia Nova został zaprezentowany podczas festiwalu filmowego Pełny Metraż. Fragmenty Evangelia Heretika zostały opublikowane również w trzech kilkuminutowych zwiastunach na oficjalnym profilu YouTube zespołu Behemoth. 
Wydawnictwo zadebiutowało na 15. miejscu listy Billboard Top Music Videos w Stanach Zjednoczonych sprzedając się w przeciągu tygodnia od dnia premiery w nakładzie 1000 egzemplarzy. Według firmy Mystic Production Evangelia Heretika w Polsce uzyskała status platynowej płyty w cztery dni po premierze. Wytwórnia nie opublikowała liczby sprzedanych kopii. W marcu 2011 roku ZPAV potwierdził status platynowej płyty wydawnictwa.

## Lista utworów
Opracowano na podstawie materiału źródłowego.

### DVD 1
| Live in Warsaw 2009, 25 września 2009, Stodoła, Warszawa, Polska |
| --- |
| 1. "Intro" (muz. Nergal) - 2:32 2. "Ov Fire And The Void" (muz. Nergal, sł. Nergal) - 4:53 3. "Demigod" (muz. Nergal, sł. Nergal) - 3:48 4. "Pan Satyros" (muz. Nergal, sł. Nergal, Azarewicz) - 4:54 5. "Shemhamforash" (muz. Nergal, sł. Nergal) - 4:22 6. "Conquer All" (muz. Nergal, sł. Nergal) - 4:29 7. "Decade Ov Therion" (muz. Nergal, sł. Azarewicz) - 3:21 8. "Wolves Guard My Coffin" (muz. Nergal, sł. Nergal) - 4:29 9. "Christians To The Lions" (muz. Nergal, sł. Nergal) - 3:47 10. "At The Left Hand Ov God" (muz. Nergal, sł. Nergal, Azarewicz) - 5:13 11. "Slaves Shall Serve" (muz. Nergal, sł. Azarewicz) - 4:03 12. "As Above So Below" (muz. Nergal, sł. Azarewicz) - 5:00 13. "Drum Solo" (muz. Inferno) - 1:18 14. "Lam" (muz. Nergal, sł. Azarewicz) - 5:18 15. "Alas, Lord Is Upon Me" (muz. Nergal, sł. Nergal) - 3:50 16. "Antichristian Phenomenon" (muz. Nergal, sł. Nergal) - 5:15 17. "Chant For Ezkaton 2000 E.V." (muz. Nergal, sł. Azarewicz) - 6:34 18. "Lucifer" (muz. Nergal do wiersza Tadeusza Micińskiego) - 8:22 |

| Live in Paris 2008, 17 lutego 2008, La Locomotive, Paryż, Francja |
| --- |
| 1. "Rome 64 C.E." (muz. Nergal) - 1:34 2. "Slaying the Prophets ov Isa" (muz. Nergal, sł. Nergal) - 3:38 3. "Antichristian Phenomenon" (muz. Nergal, sł. Nergal) - 4:16 4. "Demigod" (muz. Nergal, sł. Nergal) - 3:34 5. "From the Pagan Vastlands" (muz. Nergal, sł. Tomasz Krajewski) - 3:59 6. "Conquer All" (muz. Nergal, sł. Nergal) - 4:16 7. "Prometherion" (muz. Nergal, sł. Nergal) - 3:13 8. "Drum Solo" (muz. Inferno) - 1:16 9. "Slaves Shall Serve" (muz. Nergal, sł. Krzysztof Azarewicz) - 3:48 10. "As Above So Below" (muz. Nergal, sł. Krzysztof Azarewicz) - 4:56 11. "At the Left Hand ov God" (muz. Nergal, sł. Nergal, Krzysztof Azarewicz) - 5:59 12. "Summoning ov the Ancient Ones" (muz. Nergal, sł. Nergal) - 3:57 13. "Christgrinding Avenue" (muz. Nergal, sł. Nergal) - 4:29 14. "Christians to the Lions" (muz. Nergal, sł. Nergal) - 3:42 15. "Sculpting the Throne ov Seth" (muz. Nergal, sł. Nergal) - 4:13 16. "Decade ov Therion" (muz. Nergal, sł. Krzysztof Azarewicz) - 3:10 17. "Chant for Ezkaton 2000 e.v." (muz. Nergal, sł. Krzysztof Azarewicz) - 7:07 18. "I Got Erection" (cover Turbonegro) - 3:23 19. "Pure Evil & Hate" (muz. Nergal, sł. Nergal) - 4:27 |

### DVD 2
| Filmy dokumentalne                                        |
| --------------------------------------------------------- |
| 1. "Evangelia Nova" - 56:51 2. "De Arte Heretika" - 55:45 |

| Teledyski (materiał dodatkowy) |
| --- |
| 1. "Decade Ov Therion" (reżyseria: Lucjan Hirszmajer) - 3:20 2. "As Above So Below" (reżyseria: Jakub Miszczak) - 5:05 3. "Conquer All" (reżyseria: Joanna Rechnio) - 3:34 4. "Slaves Shall Serve" (reżyseria: Joanna Rechnio) - 3:05 5. "Prometherion" (reżyseria: Soren) - 3:04 6. "At The Left Hand Ov God" (reżyseria: Dariusz Szermanowicz) - 5:13 7. "Inner Sanctum" (reżyseria: Mateusz "Mania" Winkiel) - 5:04 8. "Ov Fire And The Void" (reżyseria: Dariusz Szermanowicz) - 5:09 9. "Alas, Lord Is Upon Me" (reżyseria: Dariusz Szermanowicz) - 5:57 10. Making of "Prometherion" (realizacja: Kuba Mańkowski, Sounds Great Promotion Studio) 11. Making of "At The Left Hand Ov God" (realizacja: Grupa 13) 12. Making of "Inner Sanctum" (realizacja: Mania Studio) 13. Making of "Ov Fire And The Void" (realizacja: Grupa 13) 14. Making of "Alas, Lord Is Upon Me" (realizacja: Grupa 13) |

### Bonus CD Audio
| Live in Warsaw 2009, 25 września 2009, Stodoła, Warszawa, Polska |
| --- |
| 1. "Intro" (muz. Nergal) - 02:12 2. "Ov Fire And The Void" (muz. Nergal, sł. Nergal) - 04:34 3. "Demigod" (muz. Nergal, sł. Nergal) - 04:26 4. "Pan Satyros" (muz. Nergal, sł. Nergal, Azarewicz) - 04:32 5. "Shemhamforash" (muz. Nergal, sł. Nergal) - 04:07 6. "Conquer All" (muz. Nergal, sł. Nergal) - 04:12 7. "Decade Ov Therion" (muz. Nergal, sł. Azarewicz) - 02:55 8. "Wolves Guard My Coffin" (muz. Nergal, sł. Nergal) - 05:12 9. "Christians To The Lions" (muz. Nergal, sł. Nergal) - 03:10 10. "At The Left Hand Ov God" (muz. Nergal, sł. Nergal, Azarewicz) - 05:06 11. "Slaves Shall Serve" (muz. Nergal, sł. Azarewicz) - 04:05 12. "As Above So Below" (muz. Nergal, sł. Azarewicz) - 04:52 13. "Drum Solo" (muz. Inferno) - 01:11 14. "Lam" (muz. Nergal, sł. Azarewicz) - 05:24 15. "Alas, Lord Is Upon Me" (muz. Nergal, sł. Nergal) - 03:47 16. "Antichristian Phenomenon" (muz. Nergal, sł. Nergal) - 05:44 17. "Chant For Ezkaton 2000 E.V." (muz. Nergal, sł. Azarewicz) - 04:57 18. "Lucifer" (muz. Nergal do wiersza Tadeusza Micińskiego) - 08:28 |

## Twórcy
Opracowano na podstawie materiału źródłowego.
Zespół Behemoth w składzie
- Adam "Nergal" Darski – wokal prowadzący, gitara rytmiczna, gitara prowadząca
- Zbigniew "Inferno" Promiński – perkusja
- Tomasz "Orion" Wróblewski – gitara basowa, wokal wspierający

oraz
- Patryk "Seth" Sztyber – gitara prowadząca, gitara rytmiczna, wokal wspierający

| Ekipa techniczna |
| --- |
| - Arkadiusz "Malta" Malczewski – inżynieria dźwięku - Piotr Ostrowski – obsługa techniczna gitar - Brian Ward – obsługa techniczna gitar - Kuba Mańkowski – obsługa techniczna gitar - Adam Sierżęga – obsługa techniczna perkusji - Przemysław Chlad – obsługa techniczna perkusji - Jon Eddy – tour manging, światła - Bartek Was – światła - Scott Snyder – światła - Nakaja Art – pirotechnika - Michał Kowalski – merchandise - Robin Mazen – merchandise |

| Live in Warsaw 2009, 25 września 2009, Stodoła, Warszawa, Polska |
| --- |
| - Radek Grabiński – produkcja - Jacek Niemirski – realizacja obrazu - Maurice Swinkels – miksowanie i montaż obrazu - Marcin "Marcell" Płoński – inżynieria dźwięku - Przemysław Gorlas – asystent inżyniera dźwięku - Andrzej Karp – asystent inżyniera dźwięku - Wojciech Wiesławski – miksowanie i mastering dźwięku - Sławomir Wiesławski – miksowanie i mastering dźwięku - Czarek Niemirski – kamera - Robert Parol – kamera - Kacper Konkol – kamera - Damian Kałużny – kamera - Jacek Zieniewicz – kamera - Maciej Kanfa – kamera |

| Live in Paris 2008, 17 lutego 2008, La Locomotive, Paryż, Francja |
| --- |
| - Virginie Vinet – produkcja, kamera - Michael Berndat – reżyseria - Camille Vinet – montaż - Stephane Buriez – inżynieria dźwięku - Francois-Maxime Boutault – asystent inżyniera dźwięku - Raphael Mercier – asystent inżyniera dźwięku - Kuba Mańkowski – miksowanie audio - Tue Maden – miksowanie i mastering audio - Julien Surdeau – kamera - David Wolfer – kamera - Vincent Toubel – kamera - Florent Paret – kamera - Johann Chassignol – kamera |

| Film dokumentalny "Evangelia Nova" |
| --- |
| - Fabryczna Art Film Group – producent wykonawczy - Kuba "Zuber" Zubrzycki – kamera, reżyseria, miksowanie obrazu - Jarek "Blonson" Blonka – kamera, reżyseria, miksowanie obrazu - Michał "Kazik" Kazimierczak – dźwięk - Piotr "Mleko" Milkowski – kamera - Marcin "Holek" Szczepański – kamera |

| Film dokumentalny "De Arte Heretika"                                                                           |
| --- |
| - Behemoth – produkcja, kamery - Kuba Mańkowski – reżyseria, montaż, miksowanie obrazu - Łukasz Dunaj – wywiad |

| Inni |
| --- |
| - Tomasz Wójkowski – obsługa techniczna wzmacniaczy gitarowych - Mark L – obsługa techniczna wzmacniaczy gitarowych - "Adriani" – obsługa techniczna gitar - Tomasz "Graal" Daniłowicz – okładka, oprawa graficzna - Michał "Xaay" Loranc – projekt menu - Marcin Brach – animacja menu, DVD authoring - Martin Darksoul – zdjęcia - Arkadiusz "Malta" Malczewski – zdjęcia - Agnieszka Krysiuk – zdjęcia - Aline Dutro – zdjęcia - Shelley Jambresic – zdjęcia |

## Wydania
| Rok  | Nr katalogowy | Format  | Wytwórnia           | Region                              | Źródło |
| ---- | ------------- | ------- | ------------------- | ----------------------------------- | ------ |
| 2010 | MYSTDVD 011   | 2DVD+CD | Mystic Production   | Polska                              | [ 15 ] |
| 2010 | NB 2604-0     | 2DVD+CD | Nuclear Blast       | Europa                              | [ 16 ] |
| 2010 | NB 2604-9     | 2LP     | Nuclear Blast       | Europa                              | [ 17 ] |
| 2010 | #340629       | 2DVD+CD | Metal Blade Records | Stany Zjednoczone, Ameryka Północna | [ 18 ] |

## Listy sprzedaży
| Lista                           | Kraj              | Pozycja |
| ------------------------------- | ----------------- | ------- |
| Billboard Top Music Video Chart | Stany Zjednoczone | 15      |
| Top Music Video Chart           | Kanada            | 12      |
| Top DVD Musicaux                | Francja           | 22      |